# Петерсон, Карл Александрович (поэт)
Карл Алекса́ндрович Пе́терсон (11 сентября 1811 — 12 января 1890, Санкт-Петербург) — поэт, литературный критик, переводчик.

## Биография
Родился в семье евангелическо-лютеранского вероисповедания, отец ― коллежский секретарь. Службу начал в витебском уездном суде. С 1831 года ― в Департаменте народного просвещения, с октября 1832 года в канцелярии Комитета министров, коллежский регистратор. С 1849 года помощник надзирателя студентов Московского университета из кавказских воспитанников. Последнее место службы ― Министерство государственных имуществ Российской империи. В 1870 году Министерством госимуществ командирован на полгода в Крым управляющим Никитским ботаническим садом и Никитским училищем садоводства и виноделия.
В Санкт-Петербурге проживал на Невском проспекте 84. Похоронен на Смоленском лютеранском кладбище.

## Литературная деятельность
Первые стихи опубликованы в 1834 году в "Литературном прибавлении к «Русскому инвалиду». Тогда же в «Сыне Отечества» появилась «Адель» ― мелодраматическая повесть о несчастной любви.
С 1839 года Петерсон активно печатался в «Современнике» П. А. Плетнёва: стихи, статья об итальянском поэте-карбонарии Сильвио Пеллико, статьи «Заметки на книгу Капфига „Лига, Реформация и Генрих IV“» (1842), «Взгляд на Фронду» (1842), «Замечания на Локка» (1842), «Наполеон и его сын» (1843), биографический очерк «Генрих Гейне» (1843).
В 1840-х гг. опубликовал в детском журнале «Звёздочка» стихи «Сон», «Дитя в колыбели», «Молитва», перевод стихотворения Шиллера «Весна».
В начале 1850-х гг. опубликовал в московском сборнике «Раут» главы из романа «Любовь 15-летней девушки» и несколько стихотворений.
Петерсон вошёл в историю русской журналистики, опубликовав в газете «Московские ведомости» (1863, № 109) заметку "По поводу статьи «Роковой вопрос» в журнале «Время». Воспринимая содержание статьи крайне поверхностно, отчасти даже превратно, Петерсон обвинял автора, скрывшегося под псевдонимом «Русский», в предательстве русских национальных интересов во время подавления правительственными войсками польского восстания. Редакцию журнала «Время» Петерсон обвинял в том, что она обошлась без примечания о согласии или несогласии с анонимным автором (в журналистике того времени статьи без подписи автора воспринимались как выражающие мнения, разделяемые редакцией). Уже через два дня после появления заметки, последовало «высочайшее распоряжение» о закрытии журнала «Время». Официальное распоряжение было опубликовано в газете «Северная пчела» 1 июня 1863 г. Ответ Петерсону, написанный от лица редакции Ф. М. Достоевским, не был пропущен цензурой.

## Стихотворение «Сиротка»
К. А. Петерсон остался известен в русской литературе стихотворением «Сиротка», впервые опубликованным в журнале «Звёздочка» (№ 3, 1843) под названием «Молитва». Оно неоднократно перепечатывалось, включалось во все детские хрестоматии, заучивалось детьми в школе.

Вечер был; сверкали звёзды

На дворе мороз трещал;

Шёл по улице малютка,

Посинел и весь дрожал.

«Боже! — говорил малютка, -

Я прозяб и есть хочу;

Кто ж согреет и накормит,

Боже добрый, сироту?»

Шла дорогой той старушка -

Услыхала сироту;

Приютила и согрела

И поесть дала ему;

Положила спать в постельку.

«Как тепло!» — промолвил он.

Запер глазки… улыбнулся…

И заснул… спокойный сон!

Бог и птичку в поле кормит,

И кропит росой цветок,

Бесприютного сиротку

Также не оставит Бог!

Стихотворение цитируется в повести Н. Г. Помяловского «Очерки бурсы» (1863), в книге Н. А. Тэффи «Житье-бытье. Рассказы. Воспоминания», в книге Л. Пантелеева «Наша Маша». Мотивы стихотворения звучат в фильме 1970-х гг. «Ирония судьбы, или С лёгким паром». Ипполит с горечью говорит: «Нашлись добрые люди… Подогрели, обобрали. То есть подобрали, обогрели…» В пьесе М. А. Булгакова «Зойкина квартира» (1925) поётся песня на стихотворение «Сиротка». Музыку к стихотворению писали композиторы А. Бюхнер, А. Лозовой, К. Реймерс, В. Ружицкий.
На стихотворение написано несколько пародий.